# Charlotte Holubars
Charlotte Holubars (* 12. Oktober 1883 in Striegau; † 9. November 1944 im KZ Ravensbrück) war ein Mitglied der Schönstattbewegung und Opfer des Nationalsozialismus.

## Leben
Charlotte Holubars besuchte die Volksschule in Frankenstein in Niederschlesien. Bis 1900 ließ sie sich im Internat der Borromäerinnen in Trebnitz in Hauswirtschaft und 1900–1903 in Breslau als Lehrerin ausbilden. Von ihrer ersten Lehrerinnenstelle in Branitz ging sie 1906 (um ihrem Vater in den Westen Deutschlands folgen zu können) nach Heusweiler bei Saarbrücken.
Durch die Begegnung mit Joseph Kentenich wurde sie auf die Schönstattbewegung aufmerksam, schloss sich dem Schönstätter Frauenbund an und lebte in Heusweiler ein von Schönstatt gespeistes Apostolat, das sie auch als Schulungsleiterin in der nationalsozialistischen Frauenschaft vertrat, bis die nationalsozialistische Leitung ihr bedeutete, sie sei dort fehl am Platz, und sie aus NS-Frauenschaft und NS-Lehrerbund austrat. 1937 ließ sie sich vorzeitig pensionieren und siedelte nach Schönstatt über.
Als Kentenich 1941 in das KZ Dachau eingesperrt wurde, schrieb er Briefe, die in theologisch verklausulierter Form die Zustände im Lager schilderten. Nachdem von der Gestapo Abschriften der Briefe bei Charlotte Holubars gefunden wurden, kam sie im November 1942 nach Koblenz ins Gefängnis, wo sie sich den Ruf einer „heiligen Lehrerin“ erwarb. Von Koblenz wurde sie ins KZ Ravensbrück überstellt. Dort erneuerte sie am 18. Oktober 1944 ihre (am 6. April 1929 feierlich versprochene) „Ganzhingabe an Gott“, erkrankte und starb am 9. November 1944.

## Gedenken
Die katholische Kirche hat Charlotte Holubars als Blutzeugin aus der Zeit des Nationalsozialismus in das deutsche Martyrologium des 20. Jahrhunderts aufgenommen.